# Curentul Humboldt

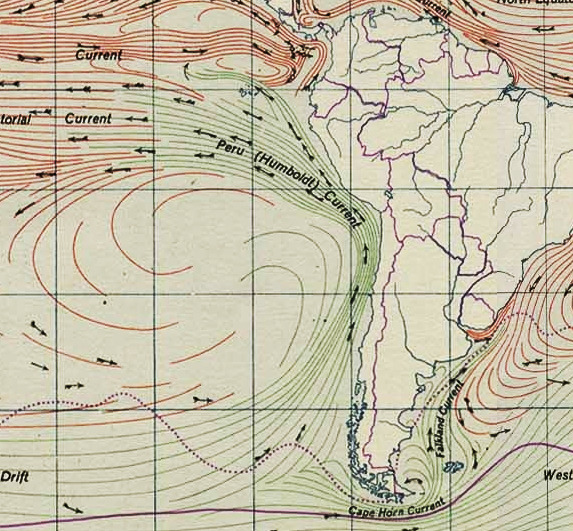
Curentul Humboldt

Curentul Humboldt este un curent rece, cu salinitate scăzută din Oceanul Pacific.

## Nume
Curentul Humboldt a fost numit după naturalistul prusac Alexander von Humboldt. Acesta mai este numit și Curentul Peruvian, după denumirea uneia dintre țările din proximitatea direcției curentului, Peru.

## Geografia
Curentul curge spre nord-vest de-a lungul coastei de vest a Americii de Sud de la vârful de sud al Chile până la nord de Peru. Există o limită estică a curentului care curge în direcția ecuatorului, și această limită se poate extinde până la 1000 km de țărm. Curentul este unul dintre cele mai importante sisteme de ascensiune a apelor din adâncime. El susține o abundență extraordinară a vieții marine. Ascensiunea apelor de adâncime apare aproape de Peru tot timpul anului iar aproape de Chile numai primăvara și vara, acest lucru se întâmplă din cauza deplasării centrului subtropical de înaltă presiune în timpul verii.

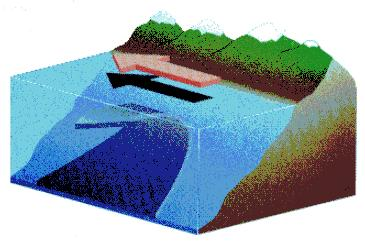
Curentul Humboldt

Curentul Humboldt este considerat un ecosistem de clasa I, foarte productiv (> 300 gC/m2-yr). Acesta este cel mai productiv ecosistem marin din lume, precum și cel mai mare sistem de ascensiune a apelor din adâncime. Ratele ridicate, ale lui Humboldt, de productivitate primară și secundară, susțin cea mai mare activitate de pescuit din lume. Aproximativ 18-20% din captura de pește din lume vine de la curentul Humboldt. Speciile sunt în mare parte pelagice: sardine, hamsii și macrou. Productivitatea înaltă a lui Humboldt sprijină alte resurse importante de pescuit, precum mamiferele marine. Apa rece, bogată în nutrienți este adusă la suprafață prin ascensiunea apelor de adâncime și duce la productivitatea extraordinară a sistemului.
Periodic, ascensiunea apelor din adâncime care conduce la productivitatea sistemului este perturbată de El Niño. Când se întâmplă acest lucru, abundența de pești și distribuția acestora este afectată în mod semnificativ, conducând adesea la un impact social și economic. Aceste evenimente au dus la modificări succesive, de exemplu sardinele și hamsiile s-au înlocuit, reciproc și periodic, ca specie dominantă în ecosistem. Aceste schimbări ale speciilor pot avea consecințe negative pentru industria de pescuit și economiile țărilor care pescuiesc în zona curentului.
Curentul Humboldt are o influență considerabilă de răcire asupra climei din Chile și Peru. Este, de asemenea, în mare măsură responsabil pentru ariditatea care predomină în nordul Chile și zonele de coastă din sudul Perului și Ecuador. Aerul marin este răcit de curent și, astfel, nu este propice pentru generarea de precipitații (deși se produc nori și ceață).

### Particularitate
Curentul Humboldt este cel mai rece curent din zonele aflate la latitudini mici (temperatura sa poate fi și de 8° C față de aproximativ 20° C cât are temperatura medie a Oceanului Pacific).